# Портер, Сьюзи
Сьюзи Портер (англ. Susie Porter; родилась в 1971, Ньюкасл, Новый Южный Уэльс, Австралия) — австралийская актриса кино и телевидения, известная благодаря ролям в фильме «Звездные войны. Эпизод II: Атака клонов» и в сериале «Танцевальная академия». Лауреат премий AFI Awards (2009), RAN/Logies (2007), RAN/AFI Awards (2006).

## Биография
Сьюзи Портер родилась в австралийском Ньюкасле в семье медиков и стала третьей из четырёх дочерей в семье. Она получила степень бакалавра искусств в Ньюкаслском университете, в 1995 году окончила Национальный институт драматического искусства. В 1990-х годах начала сниматься в сериалах, в 1996 году дебютировала в кино. Была удостоена ряда премий как «лучшая актриса второго плана», «наиболее выдающаяся актриса».
С 2010 года Портер замужем за Кристофером Мордью.
Фильмография
| Год  | Название                                | Оригинальное название                       | Роль                  |
| ---- | --------------------------------------- | ------------------------------------------- | --------------------- |
| 1997 | Добро пожаловать в Вуп-Вуп              | Welcome to Woop Woop                        | Энджи                 |
| 1999 | Пальцы веером                           | Two Hands                                   | Дейдра                |
| 2000 | Маска обезьяны                          | The Monkey's Mask                           | Джил Фицпатрик        |
| 2002 | Звёздные войны. Эпизод II: Атака клонов | Star Wars. Episode II: Attack of the Clones | Гермиона Багва / WA-7 |
| 2017 | Бремя                                   | Cargo                                       | Кэй                   |
| 2022 | Жажда золота                            | Gold                                        | незнакомка            |
| 2023 | Переливание                             | Transfusion                                 | Магистр               |